# Eleonore von dem Knesebeck

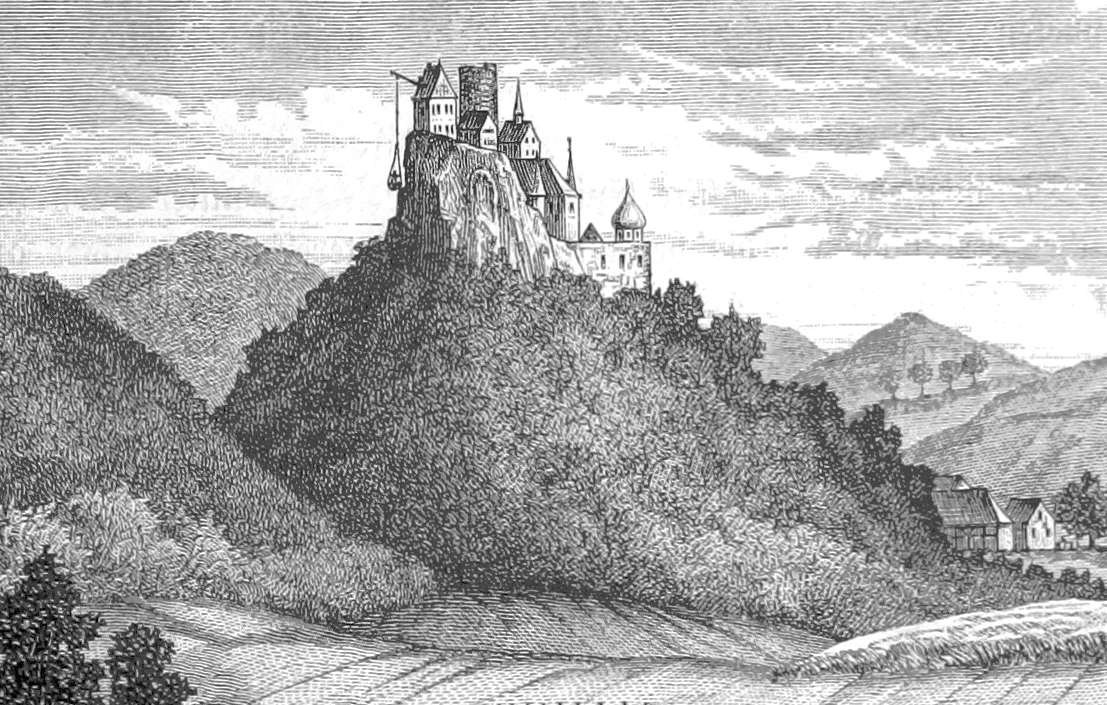
Flucht der Eleonore von dem Knesebeck aus der Burg Scharzfels im Jahr 1697

Eleonore von dem Knesebeck (* 1655 in Nordsteimke; † 1717) war Kammerjungfer von Sophia Dorothea von Braunschweig-Lüneburg und schrieb vor allem geistliche Gedichte.

## Leben
Eleonore von dem Knesebeck wurde 1655 auf dem Gut Nordsteimke geboren. Sie war die Tochter von Christian Franz Ernst von dem Knesebeck und Ursula (geborene von Veltheim). Sie hatte einige Brüder und Schwestern, namentlich werden Franz Kurt, Ferdinand Christoph Friedrich, Christian Wilhelm, Sibylle Juliane, Idea Ursula und Anna Elisabeth genannt.
Sie war die Vertraute und Kammerjungfer der Kurprinzessin Sophia Dorothea von Braunschweig-Lüneburg, welche ein außereheliches Liebesverhältnis mit dem Grafen von Königsmarck hatte. Eleonore von dem Knesebeck half der Kurprinzessin bei diesem Liebesverhältnis. In den Liebesbriefen der beiden wurde sie mehrmals erwähnt. Sie war zuständig für die Übermittlung und Sendung der Briefe. Bei einigen Briefen schrieb sie sogar Absätze mit oder verfasste sie selbst für die Kurprinzessin. Auch mit Königsmarck tauschte sie Briefe aus, um über die Kurprinzessin zu reden. Eleonore von dem Knesebeck wusste alles von der Liebesaffäre und war eingeweiht. Zudem verhandelte und schützte sie die heimlichen Treffen der Geliebten. Somit half sie beim Ehebruch mit.
Der Graf von Königsmarck verschwand unter unklaren Umständen am 1./2. Juli 1694 im Schloss von Hannover. Danach forderte der Ehemann der Sophia Dorothea von Braunschweig-Lüneburg, Kurprinz Georg I., die Scheidung. Sie wurde schließlich zu lebenslanger Haft im Gefängnis verurteilt. Als ihre Kammerjungfer wurde Eleonore von dem Knesebeck in die Affäre miteinbezogen. Am 12. Juli wurde sie in Gewahrsam genommen. Sie wurde verhört, aber beschützte die Kurprinzessin, indem sie behauptete, dass diese unschuldig sei und kein Ehebruch stattgefunden habe.
Zuerst wurde sie am 26. Juli im Amtshof Springe festgehalten und später am 24. Januar 1695 nach Scharzfels gebracht. Amtmann Volckmar war dort für sie zuständig. Er hatte Befehl, sie von der Außenwelt abzukapseln. Ihre Gefängniszelle war zudem stark vom Wetter beeinflusst.
Nach drei Jahren, am 25. Oktober 1697, gelang ihr die Flucht aus dem Gefängnis. In dieser Nacht wurde sie von Hans Veit Rentsch, einem Dachdecker, aus ihrer Gefängniszelle befreit. Den Kontakt mit ihr konnte er herstellen, als er Arbeiten am Dach der Festung Scharzfels vollführte. Bei der Flucht ging er auf den Dachboden und schuf eine Öffnung in der Decke des Zimmers der Eleonore von dem Knesebeck. Dann mussten sie sich von einer Klippe hinunterlassen. Als Nächstes wurde sie von vier Männern mit Pferden  auf das Gebiet des Fürstentums Braunschweig-Wolfenbüttel gebracht. Sie kam nach Braunschweig und ging von da aus nach Wien, wo sie Hilfe und Sicherheit bei Kaiser Leopold I. suchte und bekam. Danach kehrte sie im Jahre 1698 zurück nach Braunschweig.
Im Roman Römische Octavia von Anton Ulrich von Braunschweig-Wolfenbüttel wird das Leben und die Geschichte von der Kurprinzessin Sophia Dorothea von Braunschweig-Lüneburg neu und verändert dargestellt.

## Schriften
In ihrem Zimmer, in dem sie eingesperrt gewesen war, hatte sie Wände, Tür und Bett mit Kohle beschrieben. Bei den Schriften handelte es sich einerseits um geistliche Dichtungen, andererseits behandelten die Schriften ihre unglückliche Situation. Darunter waren vor allem Klagen über ihre Peiniger sowie Ermutigungen und Hoffnung zu finden. Diese hinterlassenen literarischen Werke sind in Vers und Prosa verfasst.
Der Historiker Adolf Köcher hat ihr Leben recherchiert und ihre Schriften sind bei ihm zu finden.
Aus einigen Stellen ihrer Schriften lässt sich deutlich ihre Sehnsucht nach Befreiung und Freiheit ersehen. Die meisten Gedichte richten sich an Gott, den sie anruft, ihr aus ihrer Situation herauszuhelfen. Gott soll sie bei ihrem Gefängnisausbruch unterstützen, indem er dafür sorgt, dass niemand sie bei der Flucht entdeckt oder aufhält.
Dazu richtet sie sich in ihren Schriften direkt an die Menschen, die sie beschwindelt und hintergangen haben, und verurteilt diese. Sie wendet sich an Gott als deren Richter. Zudem erwähnt sie, dass die hannoverische Regierung sie rechtswidrig und unrechtmäßig in die Gefängniszelle eingesperrt habe.